# Feria de Nîmes
La Feria de Nîmes est une fête populaire centrée sur la tauromachie se tenant chaque année à Nîmes (Gard), officiellement depuis 1952, officieusement, et en toute illégalité, depuis la fin du XIXe siècle, après la célèbre « corrida de la contestation » de 1894, et plus ouvertement à la suite de la réussite du manadier Bernard de Montaut-Manse à faire débouter la SPA de son action en justice contre les corridas à Nîmes.
Nîmes a été exclue de l'Union des villes taurines françaises à la suite de l'affaire de l'élevage Palha, que l'union avait interdit sur le territoire français, et que Nîmes a quand même choisi pour la feria de 2006. Profitant de son statut d'exclue, la ville a fait cavalier seul, s'auto-proclamant lieu de confirmation d'alternative. Les autres villes taurines de France ayant des arènes de première catégorie ont suivi son exemple. En juin 2021, la ville de Nîmes est revenue au sein de l'Union des villes taurines de France.
En mai 2022, la Feria a fêté ses 70 ans

## Historique

### Arènes avant la corrida

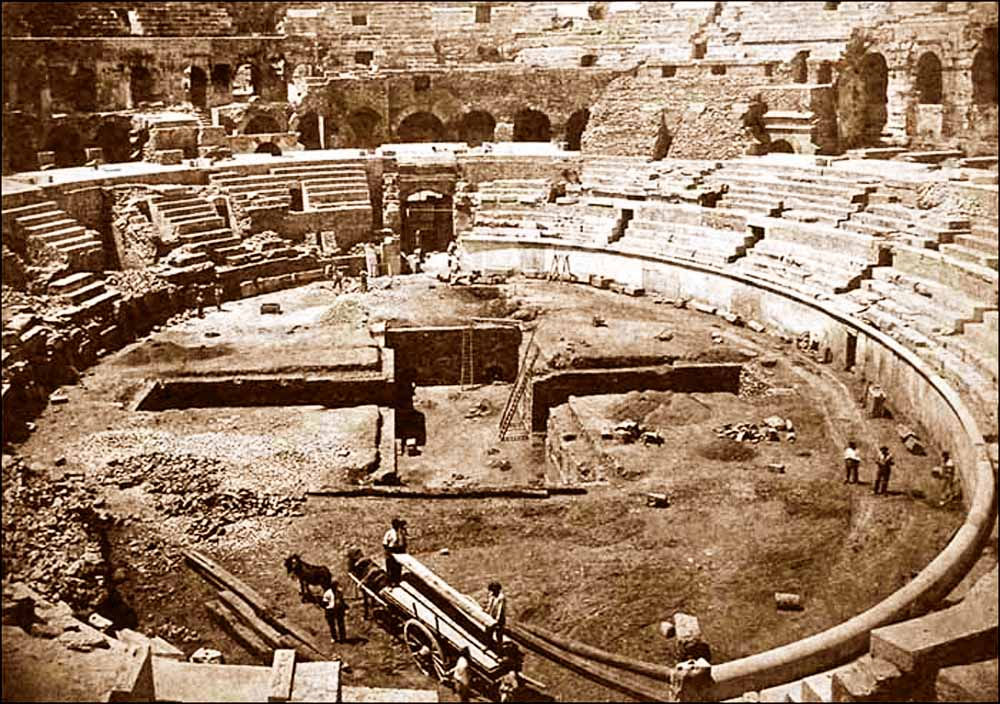
Fouilles de 1866 dans les arènes de Nîmes

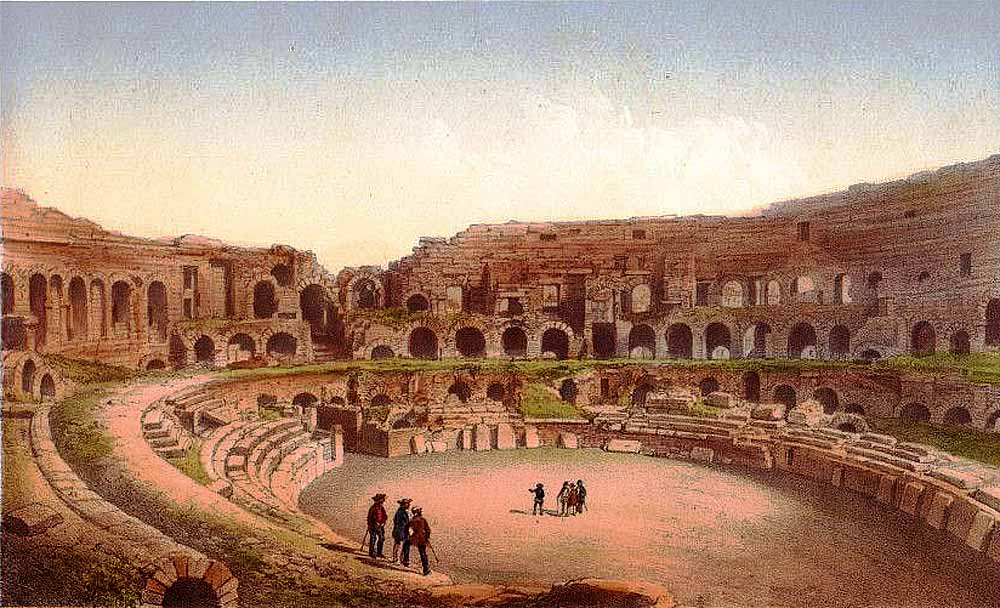
Arènes de Nîmes, lithographie du début de XIXe siècle

Au XVIIe siècle, les arènes romaines sont un refuge pour les miséreux, une sorte de ghetto où la peste faisait des ravages, et où on les avait enfermés en bouchant les issues pour que la maladie ne se propage pas en ville, et « On leur faisait tenir tout ce qui leur était nécessaire, ceci aux dépens de la ville ». Ils ne quittent les arènes qu'au XVIIIe siècle pour se retirer à la campagne. Le bâtiment est alors dans un effroyable état de délabrement et ce n'est qu'au début du XIXe siècle, en 1809, que les arènes retrouvent leur hauteur, leurs arches et leurs gradins après de grands travaux de déblayage qui se révèlent un ravage pour les antiquités. Dès 1813, le taureau paraît. Le préfet du Gard écrit cette année-là à son ministre « Le goût qu'a le public pour la course de taureaux est porté jusqu'à la fureur dans ce pays et nulle part il n'existe d'emplacement aussi magnifique que celui des arènes »

### Bataille pour la corrida à l'espagnole

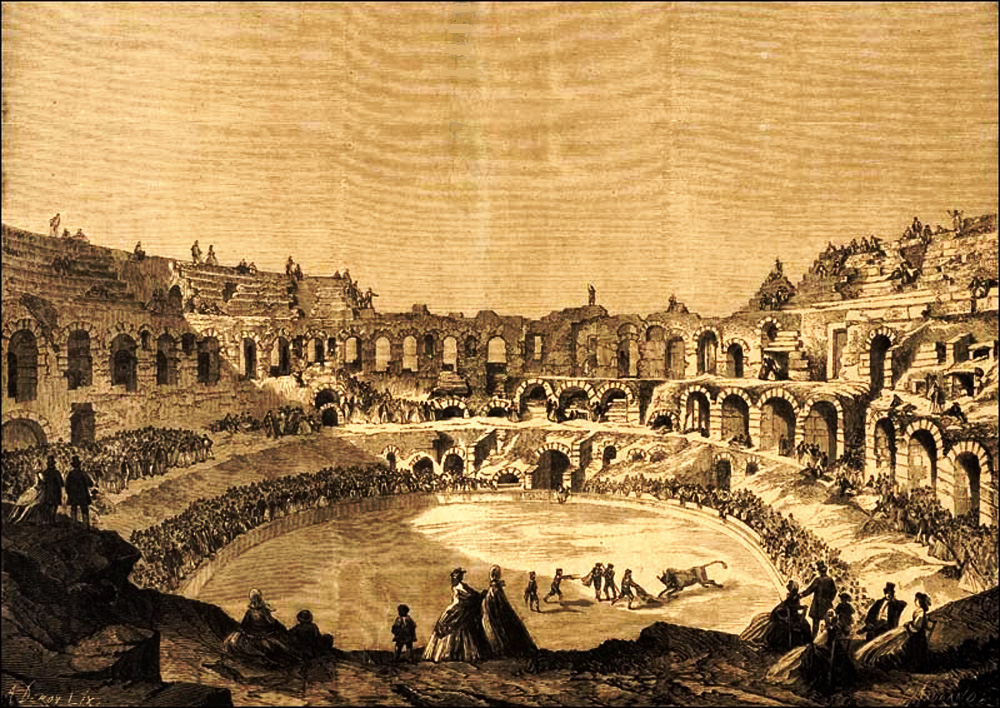
Première corrida aux arènes de Nîmes en 1853

Après une période pendant laquelle les arènes donnaient des spectacles de tauromachie divers, avec des taureaux camarguais, les premières corridas avec des toreros espagnols sont organisées le 10 mai 1853 à l'occasion d'un concours agricole. Les arènes sont combles. Il y a à l'affiche Antonio Sánchez « El Tato » et Angel Lopez « Regatero » qui affrontent l'élevage camarguais des frères Coulomb. À partir de cette date, une corrida est organisée chaque année pour la feria. Les nîmois n'ont pas attendu l'autorisation officielle pour organiser corridas et ferias : on continue d'organiser des corridas avec mise à mort, même après l'interdiction, ce qui vaut aux toreros une amende, la saisie des épées et un raccompagnement à la frontière parfois, mais qui permet d'organiser des fêtes que l'on n'appelle pas encore feria, car les courses de taureaux ne sont pas encore espagnolisées.
En 1894, le ministre de l'intérieur Pierre Waldeck-Rousseau envoie une circulaire interdisant corridas et novilladas, qui soulève un véritable tollé dans la population. Mais malgré la prohibition, de nombreuses corridas sont organisées dans le Gard, en particulier à Nîmes où les infractions à la loi Grammont sont continuelles. 

Les premières courses espagnoles à Nîmes avec mise à mort
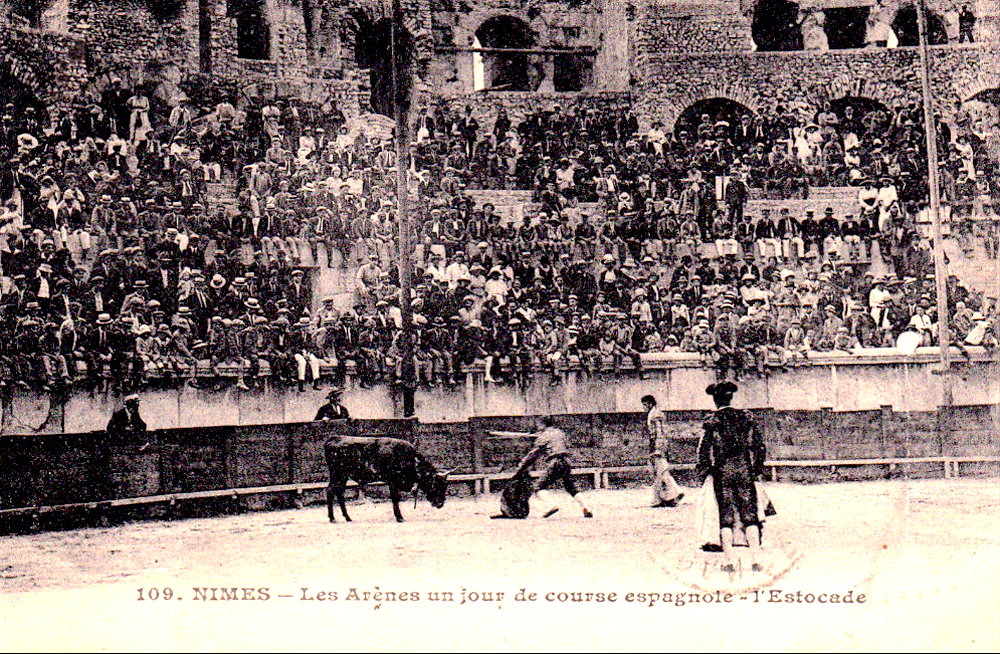
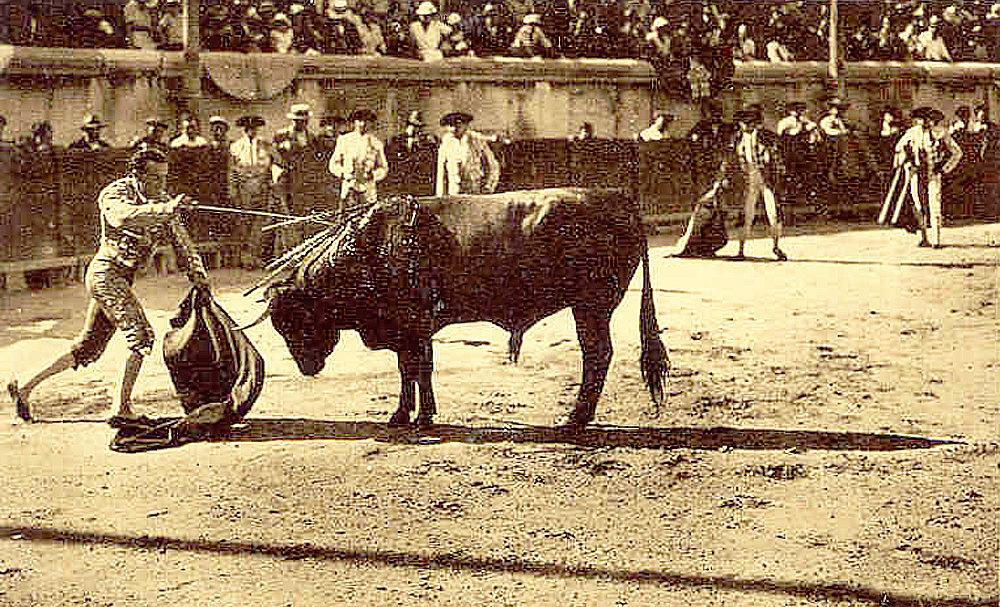
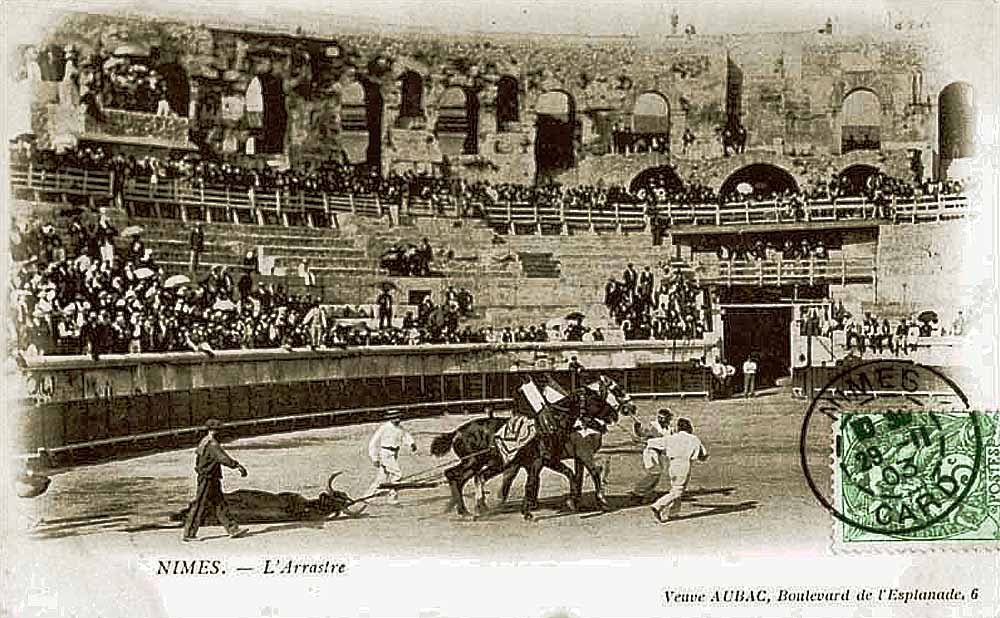

En 1893, on compte 33 taureaux estoqués. La résistance nîmoise prend bientôt une allure de révolte lorsque est organisée dans l'amphithéâtre romain une course de taureaux dite « course de la contestation ». Le 14 octobre 1894, le maire Émile Reinaud organise une course que l'écrivain Frédéric Mistral préside en signe de soutien, pour défier l'autorité de l'État. Mistral est un aficionado, ami de grands manadiers et il assiste souvent à Arles ou à Nîmes à des spectacles taurins. La présence de Mistral est commentée avec ironie par le journal marseillais Le Bavard: « Mistral ne se trouvant pas assez ridicule d'être félibre, devient espagnol. Il a fait annoncer au monde qu'il serait à Nîmes aux courses espagnoles de dimanche dernier, et il y est allé (...) le Maître ayant sanctionné par sa présence les jeux espagnols, nous sommes bien forcés de les adopter. » Mais les félibres prennent un ton inquiétant, patriotard, préfasciste, pour défendre la corrida au nom de l'unité de la France ce qui amène les nîmois à s'en écarter.

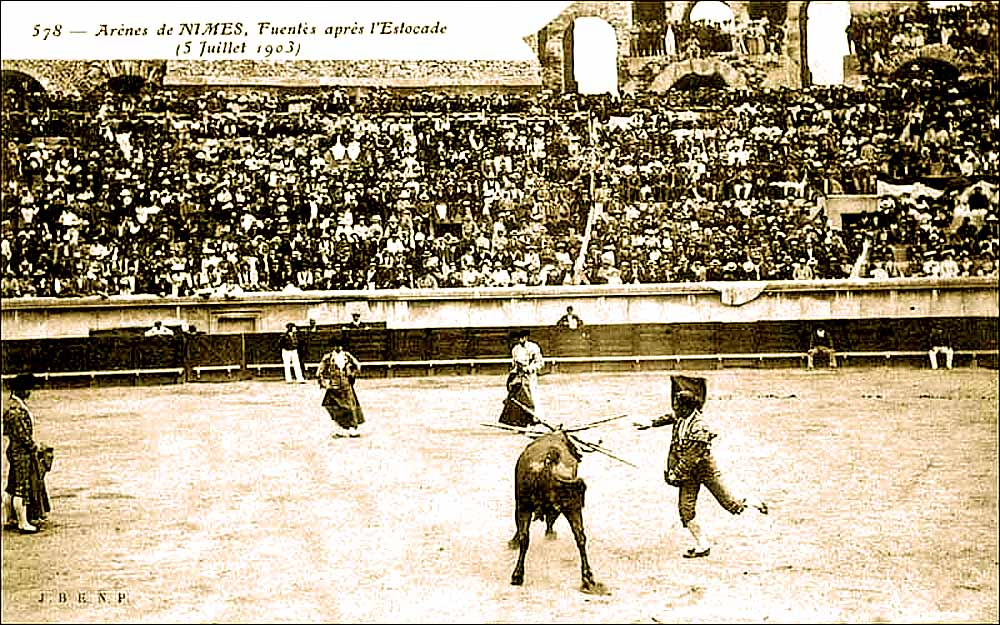
Antonio Fuentes lors de la corrida du 5 juillet 1903

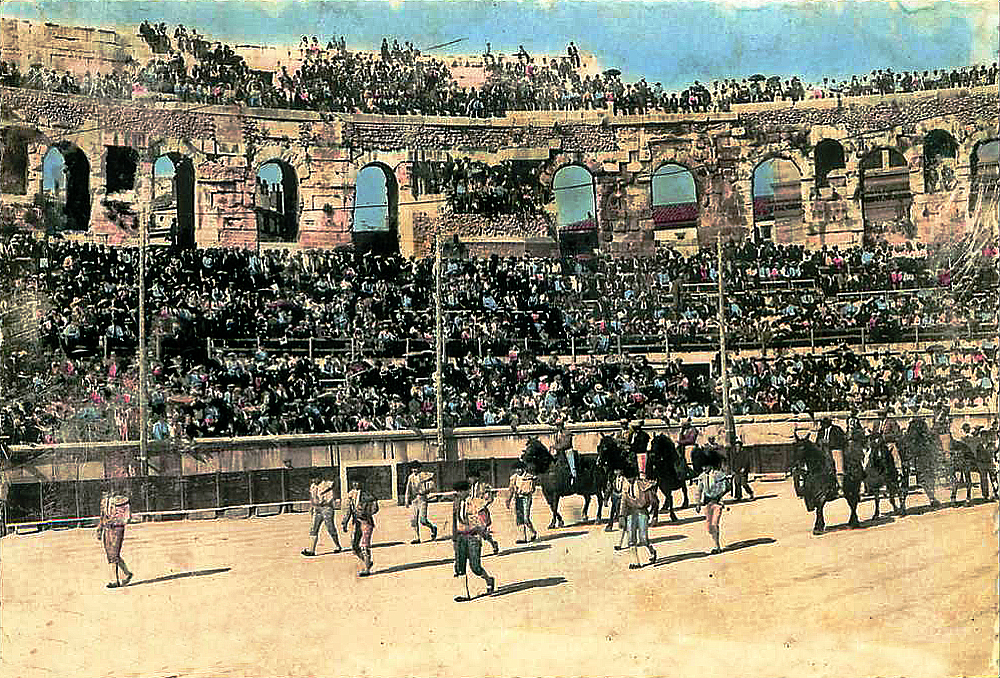
Le paseo lors d'une corrida à Nîmes au début du XXe siècle

Dans la Nîmes ouvrière du XIXe siècle, les arènes sont parfois occupées par la troupe. On voit alors fleurir dans la ville des pancartes qui crient « Vive la liberté du midi »
Quelques années après la « corrida de la contestation », une autre révolte pacifique va soulèver la population à Nîmes le 17 octobre 1921. C'est la « levée des tridents », conduite par l'ami de Mistral Folco de Baroncelli-Javon à la tête des cavaliers de la  Nacioun gardiano, suivi par une foule immense, accompagné de l'avocat-manadier Bernard de Montaut-Manse qui réussit à faire débouter la SPA de son action en justice contre les corridas à Nîmes.

### Premières ferias légales et les autres

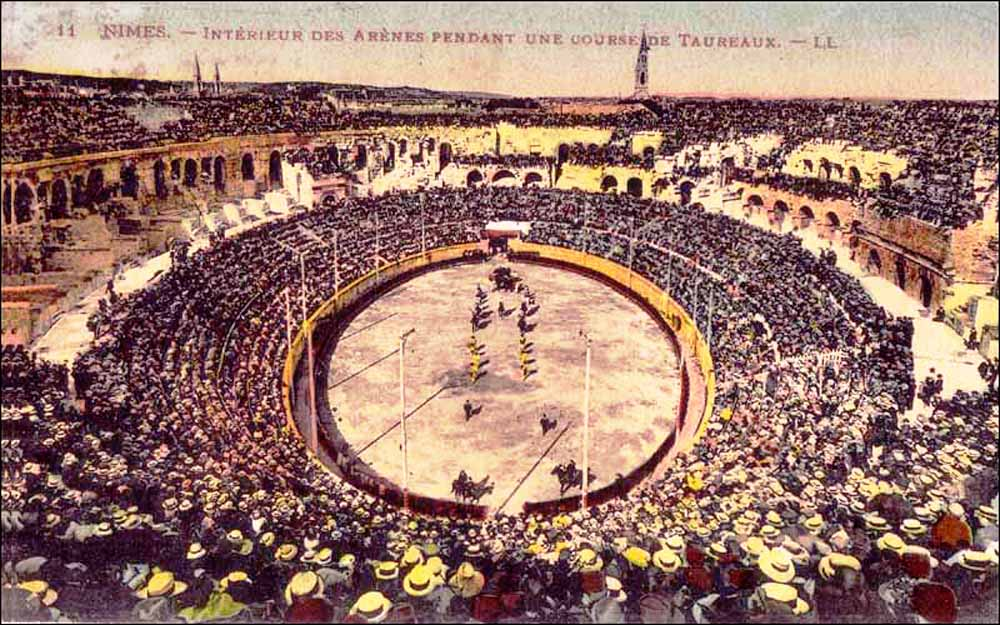
Corrida dans les arènes de Nîmes aux environs de 1905-1910

En 1951, à Toulouse, lors du 36e congrès de la Fédération des sociétés taurines de France, le secrétaire annonce que la loi « Ramonory-Sorbet » vient d'être adoptée. Cette loi du 24 avril 1951 complète la loi Grammont de 1850 : elle autorise officiellement les courses de taureaux lorsqu'« une tradition locale peut être invoquée ». La ville de Nîmes est nommée comme organisatrice du 37e congrès.
Les cinq sociétés taurines de l'époque, le « Cercle taurin nîmois », le club taurin « Lou Ferri » de Saint Césaire, « l'Union taurine nîmoise », « l'Afición cheminote nîmoise » et « les amis de Toros » constituèrent un comité d'organisation présidé par le médecin Jean Lauret. Le 5 mars 1952 eut lieu une réunion de tous les acteurs locaux (politiques, industriels, médias et population) qui promirent d'apporter leur concours au congrès et à la fête. C'est le président de la chambre de commerce Pierre Gamel qui donna le nom de « Feria » à cette fête. À côté du congrès, un programme s'élabora : une course libre le samedi et deux corridas le dimanche et le lundi de Pentecôte.

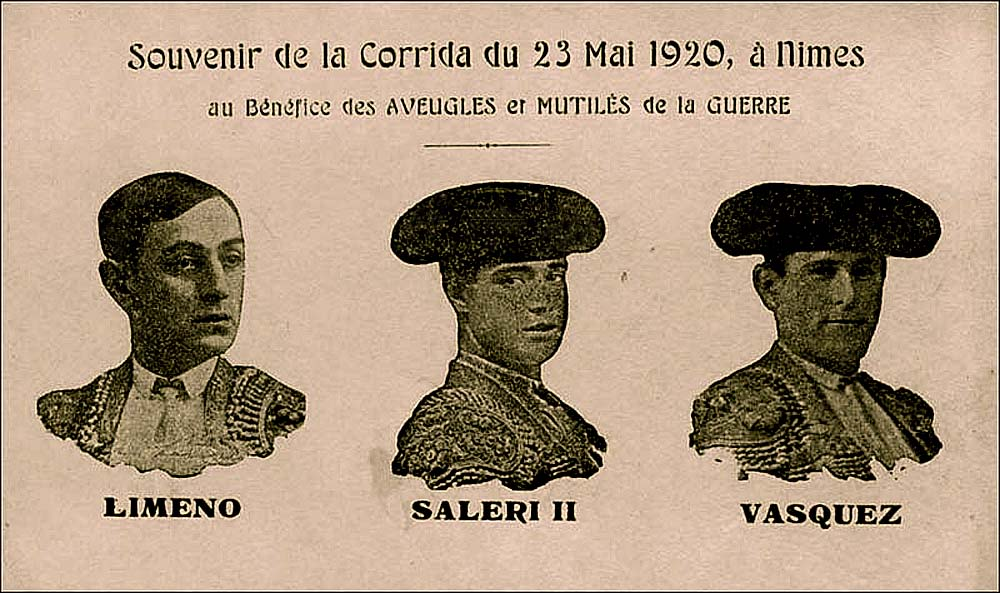
Les trois toreros de la corrida du 23 mai 1920

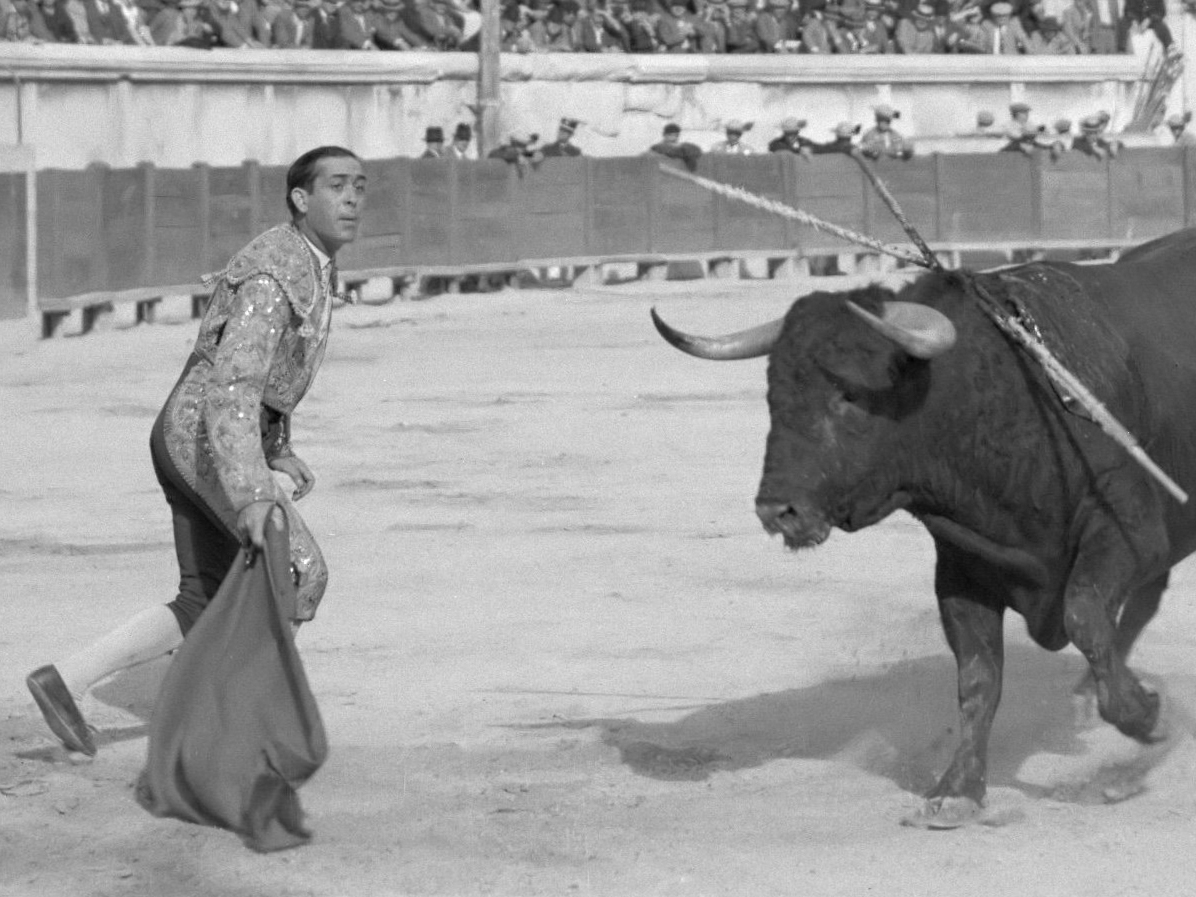
Marcial Lalanda, à Nîmes, le 1er septembre 1935

La première Feria officielle de Nîmes a eu lieu du 30 mai au 2 juin 1952. Depuis 1955, c'est la municipalité qui organise cette fête. En mai 2012, la Féria de Nîmes a fêté ses 60 ans ; à l'occasion de nombreuses animations ont eu lieu.
En réalité, depuis la « course de la contestation » et la « levée des tridents », les corridas et les ferias ont toujours eu lieu à Nîmes malgré les interdictions de la loi. En 1939, six taureaux Conde de la Corte ont été lidiés par Marcial Lalanda, Ortega, et Juan Belmonte, juste avant que la guerre ne fasse des ravages. La reprise des corridas a eu lieu en 1946 avec six taureaux de Pouly pour Carnicerito de Méjico et Morenito de Valencia.
Le 30 mai 1952, la première feria a été inaugurée dans les arènes par une capea qui ressemblait plutôt à une novillada qu'aux anciennes capeas. Elle fut suivie d'une corrida

### Feria de Pentecôte

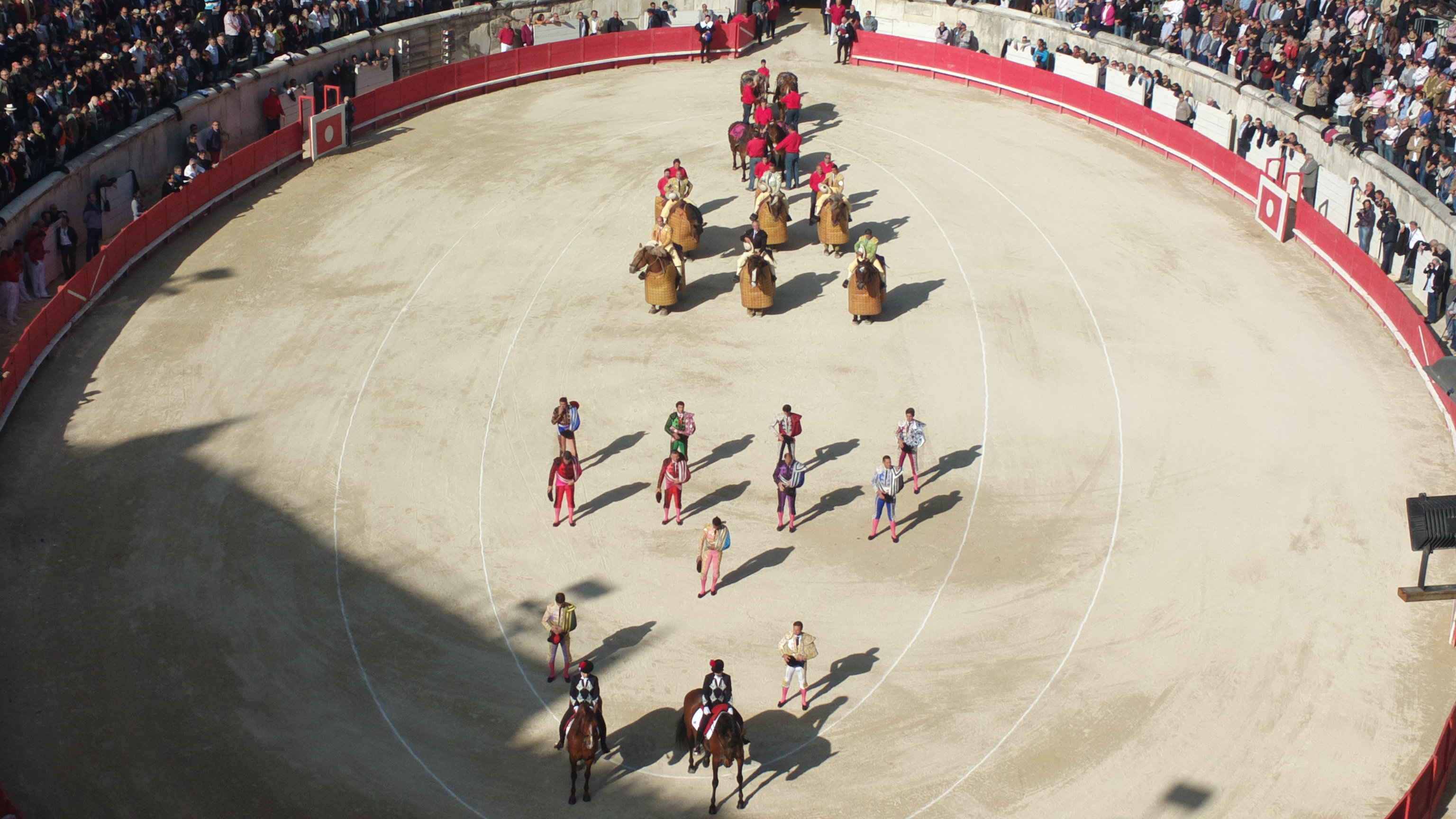
Un paseo lors de la Feria de Nîmes 2013

Elle attire plus d'un million de visiteurs pendant cinq ou six jours, du mercredi précédent la Pentecôte jusqu'au lundi de la Pentecôte. Les  médias avancent généralement le chiffre de plus d'un million de visiteurs par an comprenant la feria de pentecôte et celle des vendanges, parfois ce million est attribué à la seule feria de Pentecôte comme c'est le cas en 2014
. L'ensemble de la ville est concerné par cette grande fête populaire dont les corridas, qui se déroulent dans les arènes, font partie.
La Feria de Pentecôte s'est développée depuis les années 1980, sous l'impulsion du maire Jean Bousquet. C'est aussi grâce à l'impulsion donnée par Simon Casas, directeur des arènes, que cette feria est devenue internationale.
Les arènes de Nîmes ont été les premières arènes en France à exiger que les matadors y confirment leur alternative. Décision unilatérale prise par Simon Casas à la suite de la « mise en congé » de la ville de Nîmes par l'Union des villes taurines françaises. L'empresario a fixé la date de la feria des Vendanges de 2006 pour que les présentations des matadors de toros inédits à Nîmes soient suivies d'une cérémonie de confirmation d'alternative. Habituellement, un tel événement se déroule dans une capitale de pays – Madrid, Mexico, Bogota, Quito - selon les principes du règlement taurin. L'imprésario français a justifié cette auto-proclamation en affirmant que Nîmes était « la seule arène de première catégorie en France, culturellement parlant, mais également parce qu'elle organise chaque année un minimum de quinze spectacles tauromachiques, dont dix corridas. Aucune autre arène en France ne présente ces chiffres. » Le président de la CTEM nîmoise, Christian Chalvet, a également appuyé la position de Simon Casas en affirmant à l'issue de la conférence de presse que « Nîmes était un chef-lieu de département. Nîmes a été suivie par les autres villes taurines ainsi que par l'Union des villes taurines de France sur cette question »
La Feria de Nîmes attire des célébrités, mais elle reste une fête populaire, avec des encierros, des abrivado, respectant ainsi la tradition régionale.
Le mercredi, jour d'ouverture, est principalement marqué par la « Feria des enfants », qui comprend diverses activités sportives, ludiques et des ateliers en plein air. Il s'agit d'une journée de fête voir feria des enfants 2014. La fête à proprement parler s'ouvrira le jeudi avec la Pégoulade, immense défilé de peñas, de fanfares, de chars, de cavaliers. C'est une sorte de carnaval qui fait tout le tour de la ville en suivant les grands boulevards. Les aficionados ou les simples fêtards se retrouvent le soir venu dans différentes bodegas (restaurants ou débits de boisson temporaires installés le temps de la feria), pour faire la fête toute la nuit. On peut danser, manger. Les bodegas sont souvent surchargées et il y a de longues files d'attente devant leurs entrées. N'importe qui, possédant un espace ou un jardin attenant à sa maison, peut ouvrir une bodega à condition de remplir les conditions administratives et d'obtenir l'autorisation.

#### Cape d'or
Décernée par la peña Antonio Ordoñez, elle est attribuée depuis 1963 au meilleur matador de l'édition.
Lauréats
- 1963 : Amadeu dos Anjos (pt)[21]

[...]
- 2010 : Thomas Joubert
- 2011 : Fernando Adrián
- 2012 : Juan Leal
- 2013 : non décernée
- 2014 : Alvaro Lorenzo
- 2015 : Andy Younès
- 2016 : non décernée
- 2017 : Andy Younès
- 2018, 2019 : El Rafi[22]
- 2020 : non décernée (crise sanitaire)
- 2021 : non décernée
- 2022 : Solalito
- 2023 : Lalo de Maria

### Feria des Vendanges

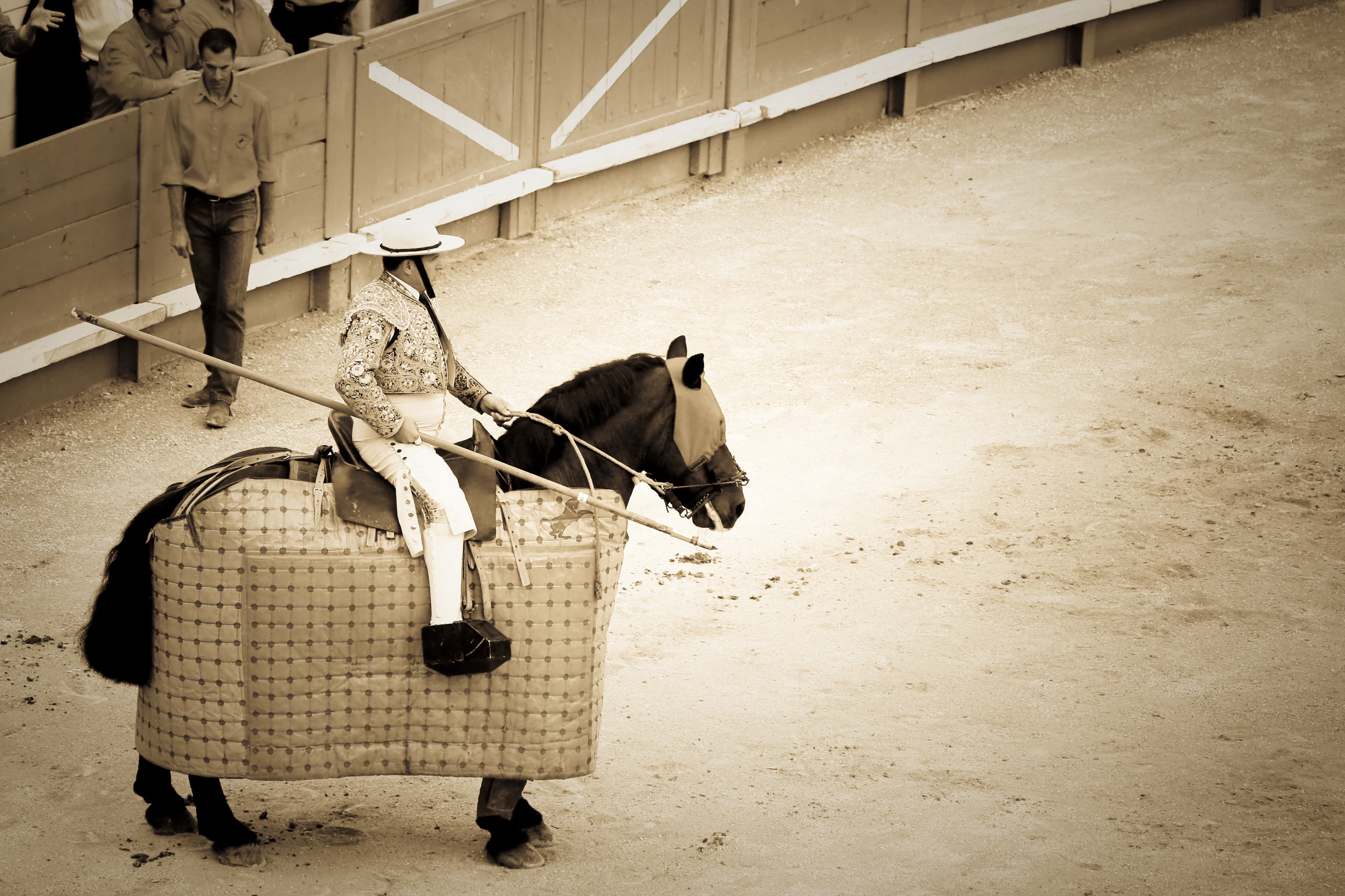
Picador à la feria des vendanges de Nîmes en 2009

Depuis 1978 se tient la Feria des Vendanges qui a lieu les troisièmes vendredi, samedi et dimanche de septembre. On la dit plus authentique et plus familiale que celle de Pentecôte. Elle est surtout réputée pour son public d'aficionados connaisseurs comme le soulignait Jean-Marcel Bouguereau en 2008. Il y a généralement moins de célébrités, le public est plus local. Mais les choses changent vite et la dernière corrida des vendanges de 2012 a démenti cette réputation avec l'arrivée d'une floppée de célébrités.

### Nîmes congédié pour l'affaire Palha
En 2004, à la fin de la saison, sur saisie des cornes, l'élevage Palha réputé pour la dureté de ses taureaux que l'on compare souvent aux Miuras est déclaré manipulé avec des cornes épointées. L'élevage est interdit à Béziers en 2005, mais le directeur de l'élevage fait appel de cette expertise et demande une contre expertise à la Escuela Nacional de Sanidad en Espagne, qui rejette cette responsabilité sur le Ministère de l'intérieur Espagnol, lequel refuse à son tour de s'avancer. La contre-expertise est donc réalisée par l'école vétérinaire de Toulouse sous l'autorité de professeur Sautet. Tandis que le cabinet Volfin, qui défend les intérêts de Palha et du directeur de l'élevage, Joao Folque de Mendoça, demande une contre-expertise aux vétérinaires Julio Fernandez-Sanas et Louis Barona Hernandez. Le résultat du professeur Sautet confirme la première analyse, les autres vétérinaires concluent à une absence de manipulation des cornes.
Joao Folque des Mendoça se dit victime de concurrents qui veulent l'éliminer. Seul Simon Casas a osé braver la décision de l'Union des villes taurines en engageant des Palha pour la feria des vendanges 2006, ce qui lui vaut l'exclusion.
L'élevage Palha a une grande réputation de taureau dur. Il revient à l'affiche en France de Céret de toros 2013, en 2009 les Palha sont inscrits à la corrida concours de Vic Fezensac.
Il est difficile de savoir si Palha a trahi sa réputation momentanément ou si on l'a trahi. En tout cas pour n'avoir pas suivi les ordres de l'Union des villes taurines françaises, Nîmes en a été exclue. En juin 2021, la ville de Nîmes est revenue au sein de l'Union des villes taurines de France[réf. souhaitée].

## Développement de la feria

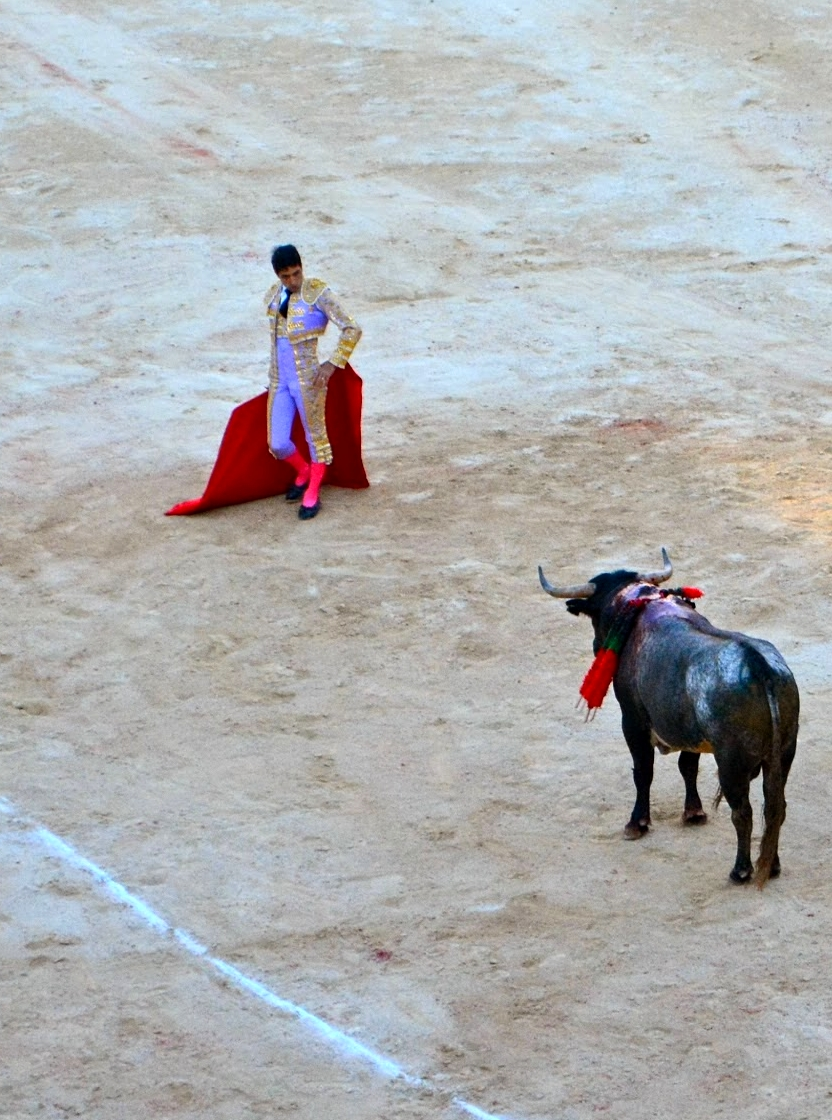
Javier Castaño devant un toro de Miura, à Nîmes, en septembre 2013

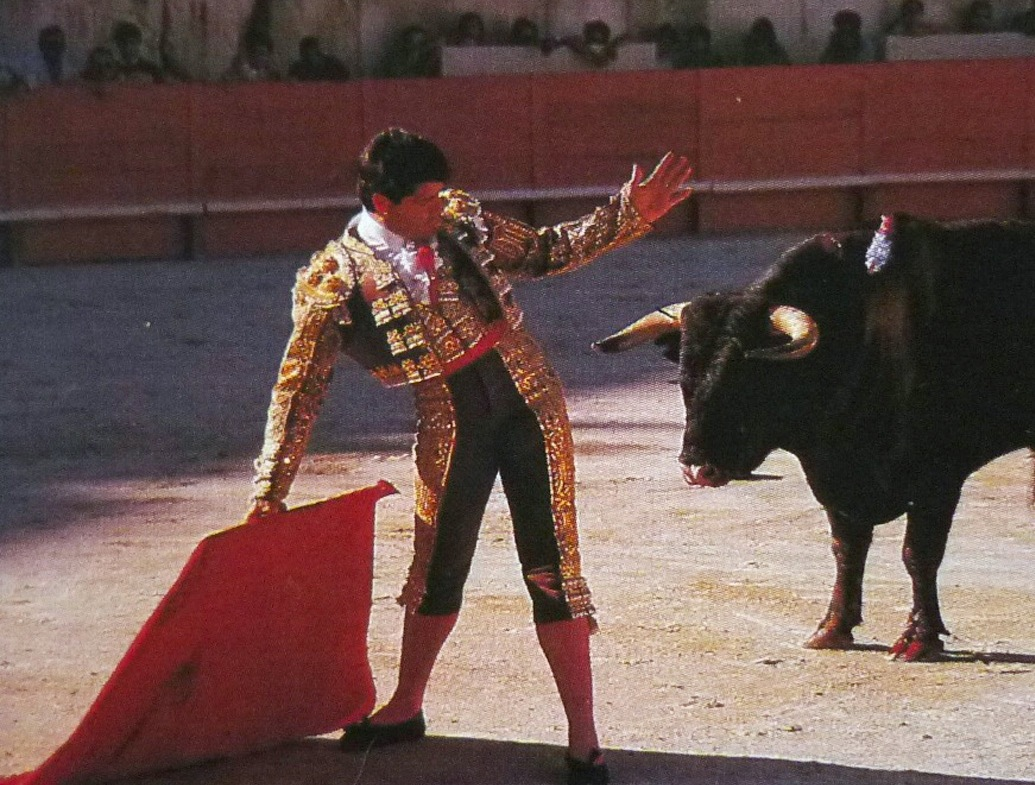
Paco Ojeda, à Nîmes, en 1984

Il doit beaucoup à l'entregent et au flair de Simon Casas qui a su créer des évènements, comme la feria des novilladas en février, grâce à la mise en service d'arènes couvertes. Casas a organisé une confrontation entre les deux stars du moment : Jesulín de Ubrique et Chamaco II au début 1990, alors que l'un et l'autre n'étaient encore que novilleros, le premier ayant pris son alternative à Nîmes en septembre 1990, le second, à Nîmes en juin 1992. Casas est aussi à l'origine de la relance de la carrière de Paco Ojeda qui a triomphé à Nîmes le 22 septembre 1985 où il affrontait seul six toros. Dans les arènes combles, Ojeda fut acclamé et remporta deux oreilles et une queue. Casas en accord avec le maire de Nîmes, Bousquet, avait l'art de créer des évènements : après la corrida d'anthologie de Paco Ojeda, Bousquet avait organisé le mariage de Yves Mourousi le 28 septembre 1985 à l'église Saint-Paul de Nîmes, à deux pas des arènes. Des milliers de journalistes étaient présents à Nîmes, car le très médiatique Mourousi avait fait venir le tout-Paris, acteurs, réalisateurs, artistes, journalistes. Près de 2 millions de personnes étaient rassemblées dans les rues de Nîmes.
En 2012, lors de la feria des vendanges, Casas a réitéré un de ces évènements médiatiques qui attirent les célébrités, la corrida de José Tomás.

## Composition de la feria
La Feria se compose :

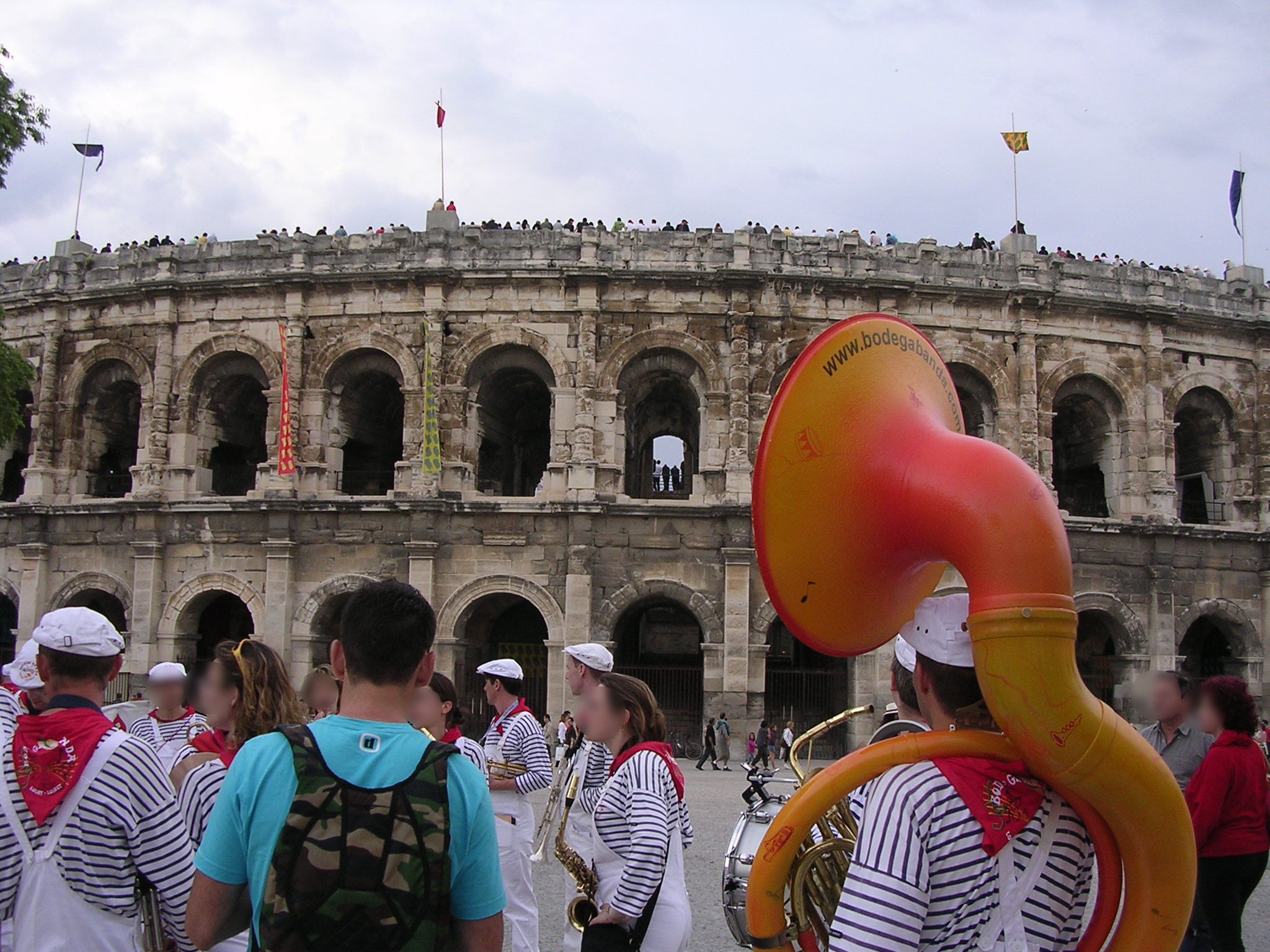
Feria de Nîmes

- de la Pégoulade, défilé d'ouverture de la Feria avec des chars, des bandas et un spectacle pyrotechnique. Elle a lieu le jeudi ou le mercredi précédant la Pentecôte ;
- de corridas ou de novilladas, deux fois par jour à 11 heures et 17 ou 18 heures ;
- une course libre le samedi et deux corridas le dimanche et le lundi de Pentecôte ;
- de bodegas (restaurants, bars, hotels particuliers et lieux où l'on peut danser en plein air) jusqu'au lever du jour (5 ou 6 heures du matin) ;
- d'effervescence dans toute la ville, principalement à l'heure de l’apéritif ;
- de concerts place de la Maison Carrée, parvis des Arènes, allées Jean-Jaurès et aux jardins de la Fontaine ;
- d’encierros et d’abrivado dans les rues de la ville ;
- d'une course camarguaise comptant pour le Trophée des As, le jeudi précédant la Pentecôte.

### Ouvrages généralistes
- Robert Bérard (dir.), Histoire et dictionnaire de la Tauromachie, Paris, Bouquins Laffont, 2003, 1056 p. (ISBN 2-221-09246-5)
- Auguste Lafront, Encyclopédie de la corrida, Paris, Prisma, 1950
- Christian Liger, Nîmes sans visa : portrait d'une ville, Paris, Ramsay (maison d'édition), 1987, 377 p. (ISBN 2-85956-598-1)
- Bartolomé Bennassar, Histoire de la tauromachie : une société du spectacle, Paris, Desjonqueres, 1993, 212 p. (ISBN 2-904227-73-3)